# Piper longum
Il pepe lungo (Piper longum L.) è una pianta della famiglia delle Piperaceae, coltivata per i suoi frutti, che vengono essiccati e utilizzati come spezie e condimento. Il pepe lungo è uno stretto parente del pepe nero (Piper nigrum) e ha un sapore molto simile a quest'ultimo.

## Storia
Prima della scoperta del continente americano da parte degli europei, il pepe lungo era una spezie molto importante. La storia antica del pepe nero è spesso interconnessa (e a volte confusa) con il pepe lungo. I Romani conoscevano entrambe le specie che chiamavano con lo stesso nome. Molti antichi botanici credevano, erroneamente, che il pepe nero e il pepe lungo provenissero dalla stessa pianta. Solo dopo la scoperta dell'America e del peperoncino, la popolarità del pepe lungo andò lentamente scemando.
Il peperoncino, che dopo l'essiccazione aveva il sapore e la forma del pepe nero, era più facile da coltivare anche in territorio europeo. Al giorno d'oggi il pepe lungo è un ingrediente molto raro nella cucina europea, mentre viene ampiamente utilizzato nella cucina indiana, indonesiana, malese e nordafricana.

## Descrizione

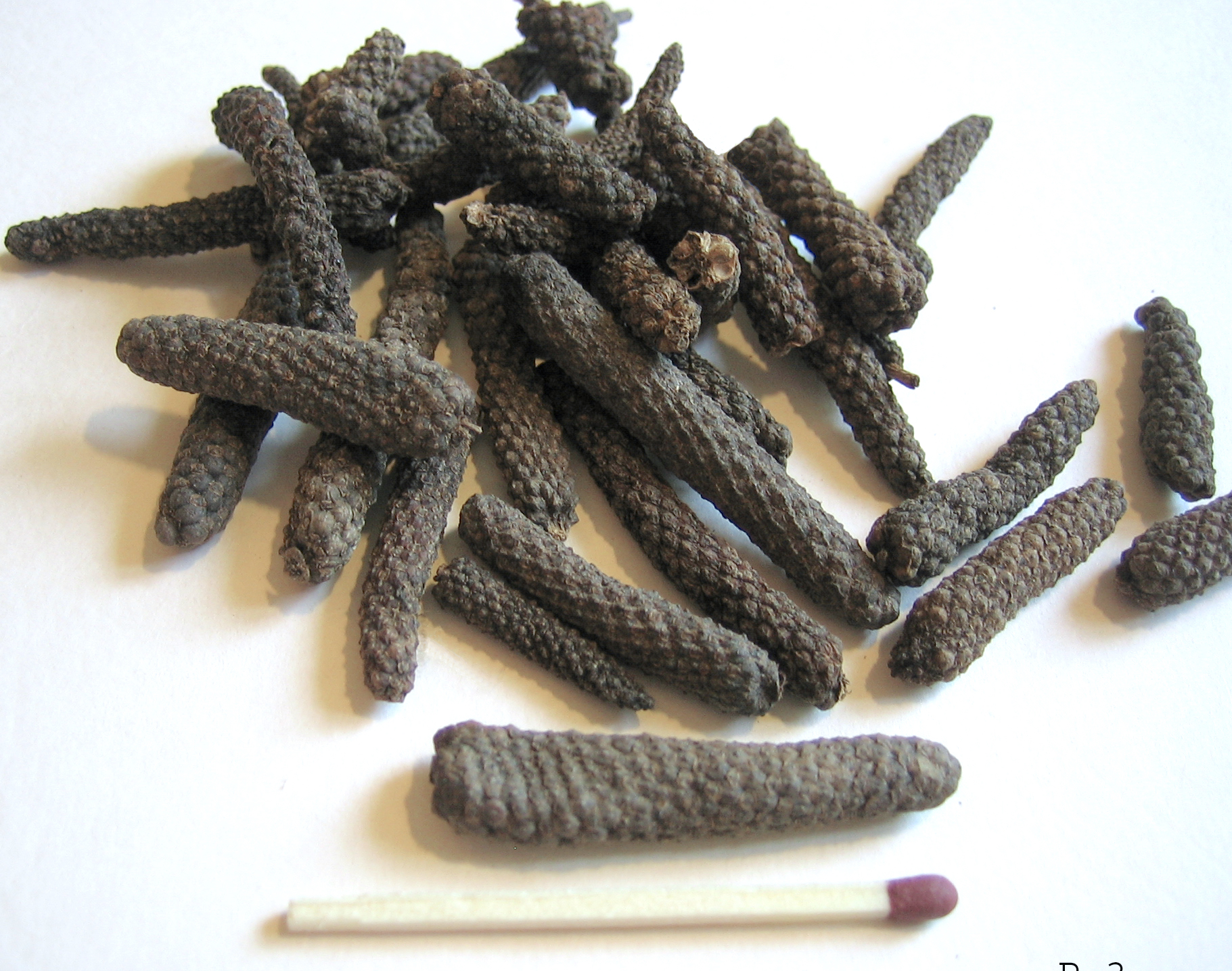
Pepe lungo essiccato

Il frutto del pepe consiste nell'unione di molti piccoli frutti, ognuno della dimensione di un seme di papavero. Grano nero, dalla forma allungata, il pepe lungo assomiglia a una piccola pannocchia o pigna.

## Distribuzione e habitat
La specie è diffusa dal Tibet alla Cina meridionale.